# Raf Reymen
Raf Reymen, geboren Rafaël Van Caeneghem (Gent, 21 januari 1926 – Mechelen, 18 augustus 1990) was een Vlaams acteur.

## Loopbaan
Reymen studeerde aan de Koninklijke Toneelschool en het Koninklijk Muziekconservatorium van Gent. In zijn theatercarrière speelde Reymen bij het reisgezelschap Het Vlaamse Schouwtoneel en het Antwerpse Nederlands Kamertoneel. In 1976 verbond hij zich vast als acteur en vertaler aan het Nederlands Toneel Gent, waar hij werkte in regie van onder meer Jean-Pierre De Decker, Hugo Van den Berghe, Hugo Claus en Dirk Tanghe. Zelf was hij een tiental jaren later als regisseur actief, onder meer met het Brussels Kamertoneel bij "De Kunstopnemer". In het theater kreeg hij veel lof voor zijn vertolking van de rol van Edgar in Dodendans (Dödsdansen) van Strindberg en de rol van professor Svebrakov in Oom Wanja van Tsjechov.
In de jaren zestig en in het begin van de jaren zeventig was Reymen werkzaam bij de BRT als acteur, producent van documentaires en realisator. Tot zijn documentaires behoren Libanon in vogelvlucht, Huisvuil, Uit het dagboek van een loodsman, Garnaal, Krab en kreeft, Met de 'Godetia' naar IJsland, Dag in, dag uit met... een monnik en Van vissers en vissen.
Reymen speelde in enkele langspeelfilms. In 1979 speelde hij in het oorlogsdrama Een vrouw tussen hond en wolf van André Delvaux. In 1985 had hij een rol in Springen van Jean-Pierre De Decker. In 1986 acteerde hij in Het gezin van Paemel. Reymen had ook enkele televisierollen. Naast heel wat televisiefilms, en gastrollen, speelde Rijmen in 1976 in De komst van Joachim Stiller en was hij van 1983 tot 1988 de vertolker van het misdadig brein Sardonis uit de jeugdserie Merlina. In 1989 speelde hij ook nog in de televisiefilm De vrek van Dirk Tanghe. Zijn laatste rol was een gastrol in de VTM-televisieserie Commissaris Roos uit 1990.